# Villasrubias
Villasrubias (Villarrubias en el habla de El Rebollar) es un municipio y localidad española de la provincia de Salamanca, en la comunidad autónoma de Castilla y León. Se integra dentro de la comarca de Ciudad Rodrigo y las subcomarcas del Campo de Robledo y El Rebollar. Pertenece al partido judicial de Ciudad Rodrigo y a la mancomunidad Alto Águeda.
Su término municipal está formado por un solo núcleo de población, ocupa una superficie total de 39,50 km² y según los datos demográficos recogidos en el padrón municipal elaborado por el INE en el año 2017, cuenta con una población de 281 habitantes.

## Símbolos

### Escudo
El escudo heráldico que representa al municipio fue aprobado con el siguiente blasón:

«Partido. Primero, de sinople con una flor de rubia, cortada, de oro. Segundo, de gules con una cruz de la Orden de San Juan de Malta, de plata. Al timbre, la Corona Real Española»

## Historia

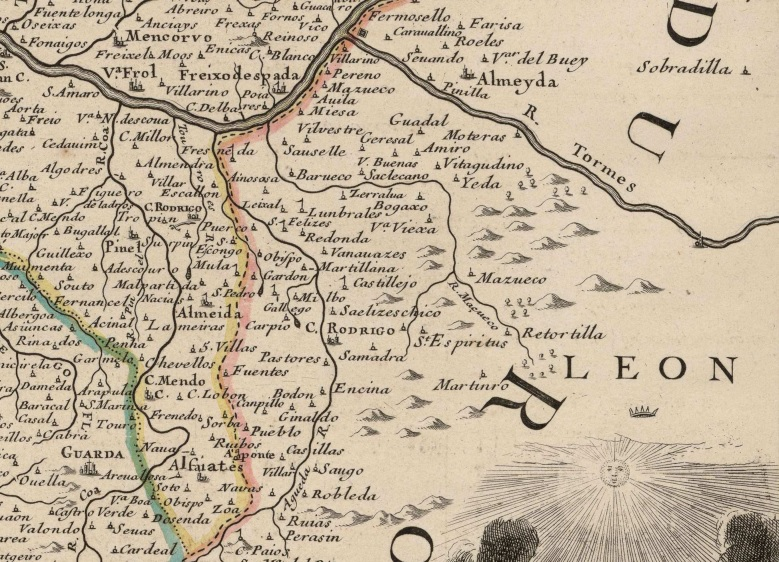
Detalle del oeste salmantino en un mapa del, en el que se puede observar Villasrubias (escrito como Ruias).

Su fundación se debe a los reyes de León en la Edad Media, siendo donada en 1191 por el rey Alfonso IX de León a la Orden de Santiago Con la creación de las actuales provincias en 1833, Villasrubias quedó encuadrada en la provincia de Salamanca, dentro de la Región Leonesa.

## Geografía
Villasrubias se sitúa en la cara norte de la sierra de Gata, en la provincia de Salamanca. Limita al norte con Robleda, al sur con Gata, al este con Descargamaría y al oeste con Peñaparda. Se encuentra a una altitud de 849 metros sobre el nivel del mar, siendo su punto más alto el Pozo de los Moros, con 1218 metros. Dista 125 km de Salamanca capital y 30 km de Ciudad Rodrigo. Se puede ver en cualquier sitio aflorar la pizarra y el granito así como vetas de tierras amarillas, ocres y rojas. Has dos minas de mineral de estaño abandonadas, una en el paraje de las Medianas y otra en La Canalita, que se explotaron hasta los años 50. 
Cuentan los más mayores de Villasrubias que en la mina de las medianas junto al mineral de estaño llegaron a extraer oro. 
Sus principales barrios son el Rigüelo, el Campital, El Calvario y las Pesqueras. Destacan calles como La Iglesia, la calle Larga, la Fuentita, Pío XII, Fuente Sosa, Fuente Grande, la Laguna y el Peral. El siempre conocido como callejón jondo es hoy en día una calle llamada de José María Casas en honor al último alguacil del municipio. Sus parajes entre otros y haciendo referencia al roble: el teso bardellano, el bardillo, el barderon, el teso la horca (Jorca), la canaleja, el vado lo sapos, el asiento las cormenas, el teso el bruñal, el teso alto, el palancal, el rollo, las medianas, la canalita, la janfria, las hoyas (joyas), la venosa, el valle marcos, el valle la cuesta, santu ferinu, heras de santa María, heras grandes, heras chicas, los pozos, la vega, la vega el sarraero, la huerta el cura, el concejil, el cristu, el regilon, la fuente la caraba, valle juntanillas, fuente el tocon, fuente la pila, fuente el joio, valle zapatero, la helechosa (jelechosa), vado serrano, la guijarrosa, la estercá, la fuente caliente y la santa.

### Hidrografía

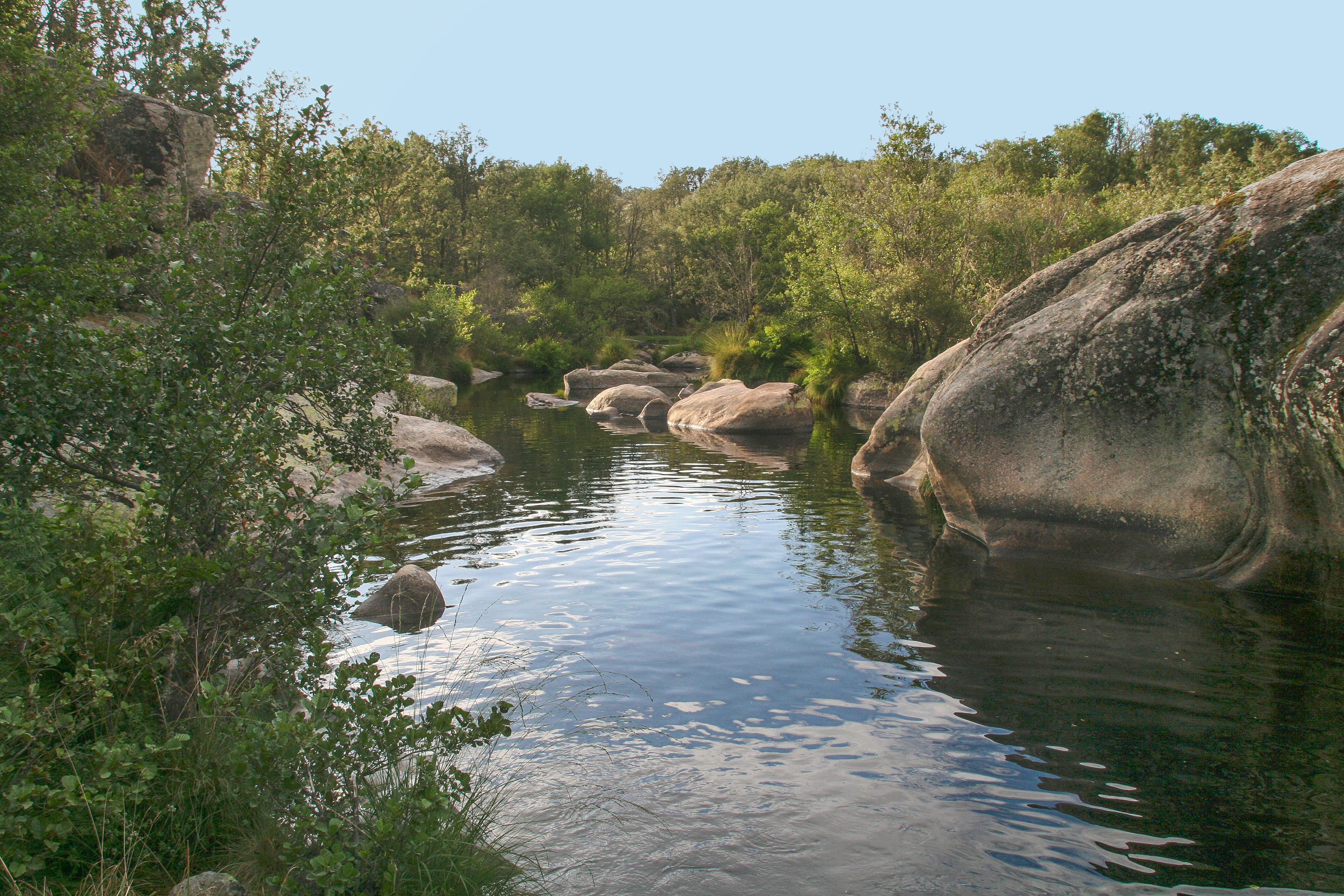
La Bañera de río Frío.

El río Frío movía molinos como el molino "el cubo" el de los estanqueros, el del tío Adolfo o el del tío "Galo", hoy en día todos desaparecidos o en ruinas. El molino del "tío Adolfo" además tenía turbina que daba luz a Peñaparda y tenía sierra. La pesquera o presa, remansaba el agua con la que se movía la turbina de la hidroeléctrica Castaño que a partir de 1952 dio luz a tres pueblos: Villasrubias, Robleda y Martiago y que también hoy está en ruinas. Cuentan en Villasrubias que el día de la inauguración de la turbina la gente del pueblo se concentró por la noche a la entrada del pueblo cerca de la fuente del gallo para esperar a la luz que venía por alambres, cuando en medio de la más absoluta oscuridad se encendieron las pocas bombillas que había en las calles pareciendo hacerse de día entre aplausos y vivas de la gente. La pesquera se usa como zona de baño en agosto, al igual que la bañera que es otra zona de baño en el río. Rodean al pueblo dos arroyos: uno, el del cristo que riega los huertos de la bahía del cristo y otro el del valle la cuesta que se junta con el anterior en el paraje que se llama "la junta los regatos" y que hasta no hace tantos años servía para regar los huertos de "la vega". Además de otros como el regato manzano que atraviesa la dehesa de saliente a poniente. Villasrubias es un pueblo rico en agua pues en cualquier sitio aparecen manantiales y hay bastantes pozos algunos con noria. La fuente grande es de nueva construcción del año 1994. Hasta entonces la conocimos más al centro de la calle con un gran pilón donde bebía el ganado. Pero el verdadero nacimiento de la fuente grande es a la salida de la calleja "angosta" donde se conoció desde siempre, primero un pozo con un arco de bóveda encima y después con una bomba manual para sacar el agua. Aunque no esté probado la historia cuenta que la fuente grande nace arriba en el pueblo dentro de una casa en la calle de la iglesia. La fuentita desapareció en los años 80 cuando se usó el manantial para el agua corriente del pueblo, como su nombre indica la fuentita, era una fuente pequeña con dos caños. Lo mismo pasó con la fuente Rebolla y alguna más. Se conducía el agua hasta los motores de la bahía del cristo donde se impulsaba hasta el depósito de la plaza desde donde se repartía a las casas del pueblo. Había hasta hace algunos años varias charcas donde se lavaba la ropa. Las charcas las hacían y mantenían las vecinas de los barrios. Tres de ellas eran: la charca de la Rebolla junto a la laguna, la charca de la peña cerca de la fuente grande, la charca de la fuente el gallo por debajo del puente de la carretera donde se podía ver a menudo la ropa al sol.
En el mes de julio de 2015 se inauguró la piscina natural en el río Frío a pocos metros del puente de la carretera cl526 con amplias zonas verdes arboladas, buen acceso a la piscina, vestuarios, bar y restaurante.

### Clima
Clima muy frío con abundantes heladas en invierno incluso a finales de agosto. La primavera es tardía y el verano corto.

## Demografía
Villasrubias cuenta con una población de 236 habitantes (INE 2024).

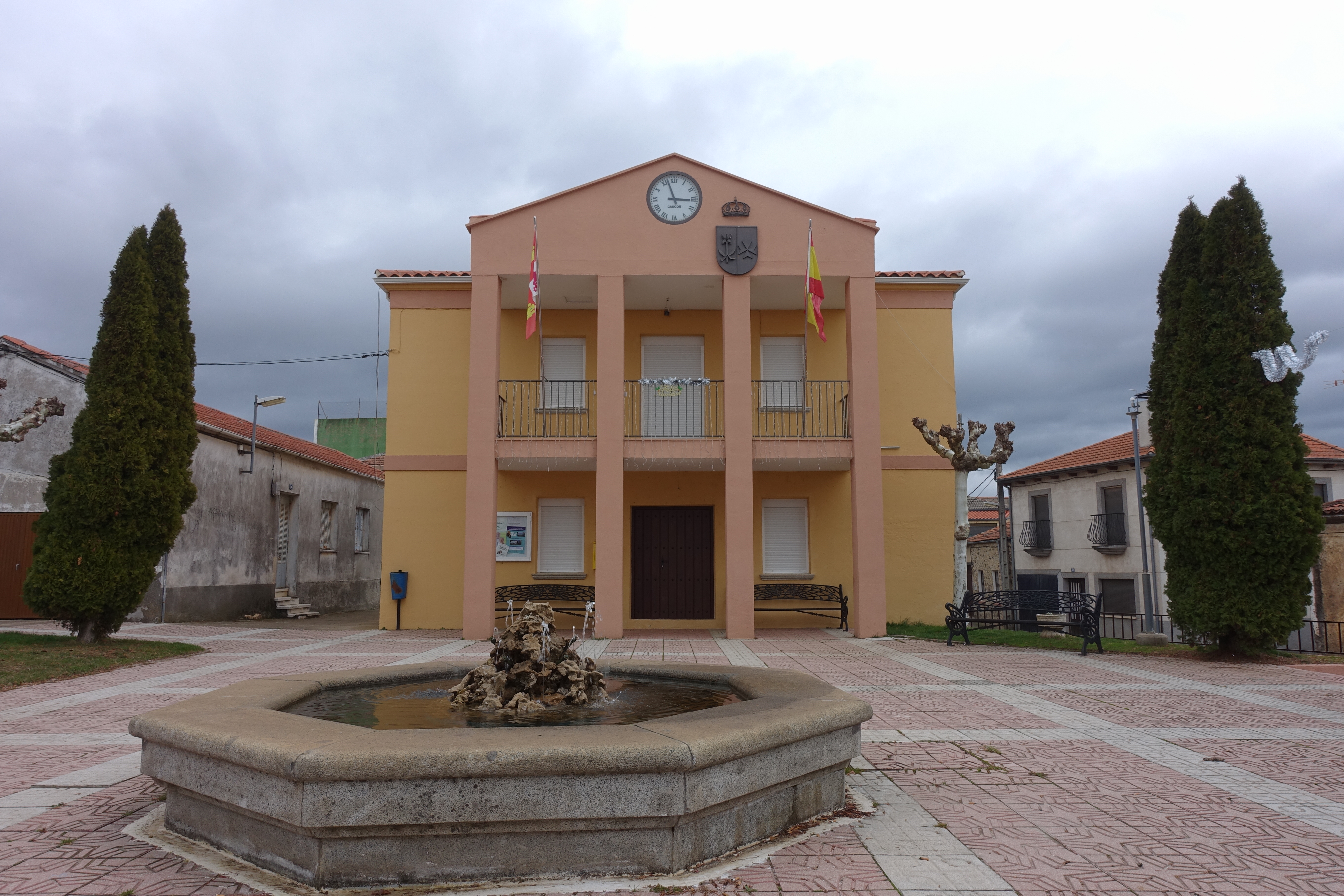
Casa consistorial.

| Gráfica de evolución demográfica de Villasrubias entre 1842 y 2021 |
| |
| Población de derecho según los censos de población del INE Población de hecho según los censos de población del INEEn estos censos se denominaba Villarrubias: 1842, 1857, 1860 y 1877 |

## Economía
Se cultivaba trigo, centeno, cebada y patatas principalmente, también mucho lino, y se tejían lienzos en los muchos telares que había. Se puede mencionar el del "Tío Santos Barbero" que tejía en el telar de su casa lienzos de lino, mantas de lana y costales. Hubo durante muchos años carpintería y taller de carros de Isidoro Santos donde se hacían todo tipo de puertas, ventanas, chillados, muebles y carros que eran verdaderas joyas. Había médico, maestro y maestra, cura párroco, herrero, albañiles, porquero, carboneros, enterrador, posada y fonda, casa para los pobres donde se juntaba mucha gente por las noches a escuchar las coplas que traían y llevaban los pobres, y muchas tabernas, llegó a haber hasta 12 tabernas, si también es verdad que no todas funcionaron al mismo tiempo, dos panaderías, anterior a las dos panaderías que conocimos había hornos comunales donde se masaba el pan una vez por semana o cada 15 días; además de los muchos hornos particulares pues muchas casas tenían horno, también muchos rebaños de ovejas. Hasta 1990 aproximadamente hubo un "cabrero de villa" que guardaba las cabras de los vecinos todos los días del año en la dehesa, haciendo estas una gran labor de limpieza y prevención contra los incendios. El Último cabrero fue Isidoro Aldehuelo. Durante algunos años estuvo en marcha el salón de baile Julita donde se juntaba mucha gente de la comarca incluso de Ciudad Rodrigo los fines de semana. Estaba también Dámaso que daba cenas y comidas siendo muy famosa la carne a la brasa de Villarubias. Hasta los años 80 se extraía resina del pinar, uno de los últimos resineros fue Pedro Sánchez. En el incendio de agosto de 1990 desaparecieron prácticamente todos los pinos aunque el pinar se está repoblando bastante bien. Hoy en día la principal economía del pueblo se basa en la ganadería y la agricultura, aunque cada vez menos; dos albañiles, una serrería, dos bares, una farmacia, un estanco, y la mayoría de la gente es pensionista. Hay un coche de línea que va a Ciudad Rodrigo todas las mañanas y otro por las tardes en dirección a Extremadura.

## Monumentos y lugares de interés

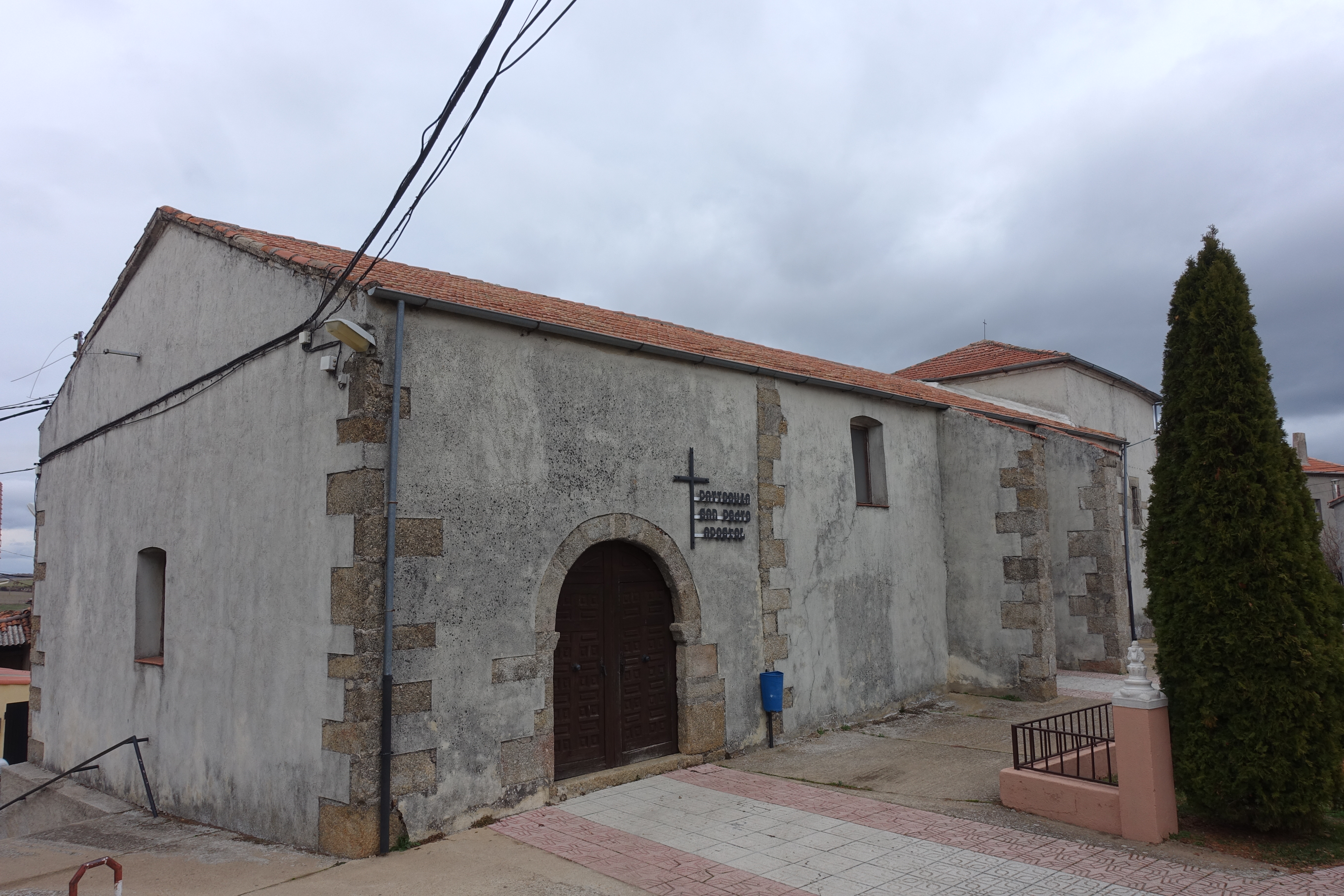
Iglesia de San Pedro Apóstol.

- Iglesia parroquial de San Pedro Apóstol. De una sola nave con tres arcos de granito que sujetan el tejado. La iglesia ha tenido muchas reformas pero fue la de los años 80 la que cambió totalmente su aspecto. Se sustituyó el original y curioso retablo de madera por un cristo. En el antiguo retablo pintado en rojo, verde, gris, blanco y dorado estaban en el centro San Pedro, patrón de la parroquia, a la derecha el Sagrado Corazón y a la izquierda san Ceferino, patrón del pueblo. A los lados del retablo en otros altares más pequeños a la derecha estaba la Inmaculada y a la izquierda, San José. De los lados del sagrario dos ángeles uno vestido de rosa y otro de azul. Había también más altares repartidos por toda la iglesia, San Antón, San Sebastián, La Virgen del Rosario, la Virgen del Pilar, y El Niño Jesús de la "pelotina" como se conocía en Villasrubias por tener una pelota en una de sus manos. Debió de ser una imagen bastante valiosa pues desapareció de la iglesia en extrañas circunstancias. La pila bautismal es de granito, toda de una pieza bastante grande y antes de estar donde está ahora, se conoció en la entrada de la iglesia o "portalillo". En el libro que sostiene San Ceferino en la mano izquierda se puede leer " Retoqué la estatua por mi mano en el año 1939" y lo firma el cura párroco D. Joaquín. Antiguamente el suelo de la iglesia era de madera y no había bancos, cada familia ocupaba su sitio en la iglesia. Hay en la plaza, a los pies del campanario, una losa de granito con una lectura en latín que data del año 1610. Esta losa se conoció primero dentro de la iglesia y después a la puerta de la iglesia a modo de poyo. Se conserva casi milagrosamente pues durante muchos años no se consideró de ningún valor. Parece ser un documento escrito en piedra de una donación que alguien hizo en su día a la parroquia. La plaza toda es nueva reformada en 1990. Anterior a esta fecha la plaza estaba sin pavimentar donde se conocieron desde muy antiguo unas acacias y al lado del campanario estaba el depósito del agua que para nada favorecía el aspecto de la plaza. Hay junto a la iglesia un cruz de granito en memoria de los caídos en la guerra civil española aunque los nombres prácticamente se han borrado con el tiempo. Con la nueva obra de la plaza de 1990 se volvieron a replantar unas acacias en el mismo sitio donde se conocieron desde antiguo.

- Las fuentes son: la Fuente Grande (Juenti Grandi), la Fuente del Gallo (Juenti el Gallu), la Fuentita (La Juentita), la Canaleja, la Caraba (Juenti la Caraba), la Pila, la Janfria. (Entre paréntesis y en cursiva, su denominación en el habla de El Rebollar).

- La torre de las campanas, fue en 1700 una torre de defensa del pueblo que servía de horca de ajusticiar. Los arcos de las campanas se añadieron a la torre aproximadamente en 1945 y las campanas son de la fundición de Gabriel Rivera en Montehermoso. Las campanas se han refundido varias veces y actualmente se observa que las dos campanas suenan prácticamente igual, cuando antes tenían una diferencia de una octava entre una y otra. Fue también en 1945 cuando la zona del altar mayor se levantó el tejado a diferente altura del resto de la iglesia, pues hasta entonces era toda una misma altura.
- El edificio del ayuntamiento es de nueva construcción y se inauguró en mayo de 1991 y sustituyó al antiguo que tenía cárcel y un reloj con su campana y repetición de horas. Hay costumbre en Villasrubias de decir "cuarto" en lugar de ayuntamiento.
- Tiene Villasrubias plaza de toros con categoría de tercera donde se celebran las capeas en las fiestas de san Ceferino. Dispone la plaza de embarcadero para el ganado aunque está prácticamente en desuso.

En la dehesa de Jaque de Riofrío, podemos encontrar una piedra redonda enterrada hasta la mitad con 12 eslabones de una cadena grabados de saliente a poniente. Hace años llegó a Villasrubias un francés preguntando por unos eslabones en una piedra y diciendo que un ascendente suyo había enterrado allí algo de valor pero nadie supo decirle donde estaba aquella piedra. Posteriormente se encontró esa piedra en Jaque y aquello dio lugar a la historia del "tesoro de Jaque" aunque por mucho que se buscó nunca se encontró nada. Hasta los años 60 hubo montaraz en la casa de Jaque siendo el último Pablo Hernández. Hay en Jaque restos de las paredes de lo que podía haber sido un núcleo poblado en la antigüedad. La casa del montaraz está completamente en ruinas casi desaparecida. se conservan en Jaque cercanos a la casa unos castaños centenarios.
El Pozo de los Moros es el punto más elevado de Villasrubias, cuenta con su vértice geodésico y torre de vigilancia contra incendios. Existen los restos del pozo y aunque siempre se ha ha dicho que era aljibe o depósito, la verdad es que con las obras de cimentación de la torreta de vigilancia apareció el manantial con abundante agua. Sus extraordinarias vistas permiten ver gran parte de la provincia de Salamanca, toda la sierra de Gata, Portugal y Extremadura.

## Cultura
El gentilicio de Villasrubias es Mangurrino/na pero también en los pueblos limítrofes llaman a los habitantes de Villasrubias "jormigones coloraos" pues siempre han dicho que todos son muy parecidos entre ellos pequeños y trabajadores. Se habla una variante del asturleones con una mezcla de lusismos y altoextrmeño. Hasta la mitad del siglo XX era lo único que se hablaba en el pueblo, pues tanto villasrubias como los demás pueblos del Rebollar estaban bastante aislados del resto de la provincia y no había influencia directa del castellano. Actualmente el habla de villasrubias se ha reducido a personas de 50 años para arriba y gente emigrante sobre todo a Francia donde no tuvieron influencia del castellano y conservaron su habla materna. La considerable perdida del habla del Rebollar se debe en gran medida a que durante mucho tiempo se pensó y se sigue pensando erróneamente que era hablar mal. 

### Arquitectura tradicional
El pueblo ha perdido prácticamente su fisonomía típica aunque todavía se pueden observar casas de paredes de pizarra y tejados bajos. La casa típica constaba de un corral delantero con pared baja y chozo de escobas para cobijar el carro. La casa con una puerta de entrada y una ventana o ninguna. Sin chimenea, el humo salía por la puerta, por entre las tejas o los lumbreros que era quitar un par de tejas o tres de las de arriba o cobijas más o menos encima de donde se hacía la lumbre. El interior de las casas era de adobe y barro. Pintada de cal y barro amarillo o rojo a la parte baja. Con una sala y dos alcobas o cilleros de reducido tamaño únicamente para la cama, escasa decoración, en las mejores casas la única decoración de la sala eran dos cazos y una sartén, que llamaban espetera. En la cocina un vasar de adobe para la "cantaera" y los escasos achiperris, a la parte baja del vasar las botijas y en algún rincón la tinaja del agua. En las mejores casas, las menos, había chimenea y en las que no, la chimenea no era más que un chupón o chimenea sin frontal. En otro rincón de la cocina estaba la jornilla que era el lugar donde se iba echando la ceniza y por encima de esta había unos palos donde dormían las gallinas. Las personas y el ganado entraban por la misma puerta y entre la cocina y la entrada estaba el güil que era donde estaban las vacas con sus pesebres, quedando la gente en los duros inviernos resguardos de una parte el fuego y de otra el ganado. En las pocas casas que no había güil había un portal con suelo empedrado de rollos del río algunos muy bonitos formando dibujos geométricos de diferentes colores.

### Fiestas
Sus fiestas patronales son el 26 de agosto en honor a San Ceferino (Santu Ferinu). El traje típico de Villasrubias en las mujeres consta de saya blanca de debajo, saya de fieltro amarilla con cerco rojo abajo (o simplemente roja o naranja de fieltro), mandil de "cocas" con cintas atrás, faltriquera media vista, medias caladas blancas, zapatos negros "atacados" camisa galana de lino bordada, pañuelo blanco de debajo, dengue cruzado delante y atado atrás, pañuelo de merino en la cabeza casi siempre rojo. En tiempo de invierno se usaba la jugona, especie de chaquelilla negra ajustada parecida a un corpiño bordado en oro en los puños. En los hombres medias galanas, albarcas, calzones de fieltro negro hasta un poco más abajo de las rodillas, camisón de lino bordado en deshilado en la pechera y botón de oro, faja, chaleco con botones de plata y encima de este la ropilla que es una chaquetilla con mucho vuelo, sombrero en la cabeza con cinta de seda. En los carnavales los quintos que corresponden a ese año matan el gallo, y antiguamente hacían la charrascona, muñeco vestido de mujer que paseaban por el pueblo y que deshacían algunas veces a tiros al finalizar los carnavales.
Los mozos quitaban las botijas en la fuente a las mozas en los carnavales y subastaban las botijas en las tabernas, teniendo que pujar la moza por su botija. Jugaban al repelinche al zapite y al tute. Salía la gente vestidos de jorramachis y corría las calles la vaca galana. Los carnavales siempre se han celebrado el martes. Las procesiones de Semana Santa eran el viacrucis el viernes por la mañana y por la noche la procesión de la dolorosa donde "Moto" cantaba saetas en el altozano de la mina. Se hacía el Domingo de Resurrección la procesión del encuentro. El día de San Sebastián se hacía la foguera en la plaza y el santo tenía mayordomo que se ofrecía en promesa también San Anton tenía mayordomo. El día de San Isidro se bendecían los campos, se celebraba también el día de las candelas el día 2 de febrero, y los mayordomos soltaban dos palomas, el primer domingo de octubre se bailaba el ofertorio a la virgen del rosario y se le ofrecía trigo. Cada moza que bailaba tenía su madrina que era la que llevaba la cuartilla de trigo en la cabeza. Las capeas se hacían en la plaza cercando esta con carros. Antes de las capeas se encerraban las vacas que estaban en la dehesa y se apartaban las mejores. Había tamborileros que tocaban los días de fiesta y por la mañana al amanecer tocaban la alborada, uno de los últimos tamborileros fue Gregorio Mateos Amado, "tío goyo". La víspera de San Ceferino los quintos traían del pinar el mejor pino acarreado por 2 parejas de vacas y lo levantaban en la plaza a mano ayudados de sogas y la fuerza de los hombres. Es una tradición que continúa haciéndose pero el pino se trae en tractores y se levanta con una grúa. Actualmente hay capeas, encierros y tres días de baile por las noches, misa y procesión. Cuenta una anécdota que un día de capea en la plaza estando esta cercada de carros quedó un hueco entre dos carros difícil de tapar y a los mozos se les ocurrió poner en el hueco la imagen de San Ceferino más bien corto de talla por donde escapo un novillo que estaban toreando quedando en el pueblo este dicho "" no tuvu la culpa el santu que se escapara el novillu, sino los brutus que lo pusun en el portillu"". Por otra parte y aunque no era tan destacable como en el vecino pueblo de Peñaparda, también se tocaba el pandero cuadrado y se hacía baile de pandero en un corral de la calle Pío XII. Hoy en día en Villasrubias el pandero cuadrado ha desaparecido. En los seranos se bailaba al son de la sartén.
Había costumbre de "jigear" por las calles de noche. Los jigeos y arrullos eran sonidos semisalvages que emitían los mozos delimitando zonas en el pueblo por donde jigeaban unas cuadrillas y otras acabando muchas veces en brutales peleas por lo cual un alcalde prohibió jigear por las constantes peleas entre mozos que competían en quienes jigeaban mejor y más alto. A echal tol mundu que es tardi ya!!!
Desde hace pocos años se viene celebrando el día de Santa Águeda el día 5 de febrero.
Había bastante afición a tocar el acordeón cromatico y se ha hecho en alguna ocasión concurso de acordeonistas de villasrubias y comarca.

### Gastronomía
Son típicas las patatas machadas aliñadas con grasa de tocino acompañadas de chicharrones de tocino, Los frejones machotes. las berzas con espinazo, el cocido de garbanzos con tocino, oreja, pata de cerdo, carne de borrego chorizo o boche y rellenos de pan y huevo. La carne de borrego asada a la brasa de roble, el cabrito frito, las entomatás de verano, las ensaladas de bacalao y las postas. ensaladas de escabeche sobre todo en tiempo de Cuaresma. Sin faltar todo lo relacionado con la matanza chorizos, salchichones, boches, y morcillas de calabaza y el jamón. Los exquisitos dulces caseros, madalenas perronillas, bruñuelos, roscas de huevo, jeringas, leche de cabra migá, peos de monja etc etc.

## Administración y política
| Partido político                         | 2019  | 2019  | 2019       | 2015  | 2015  | 2015       | 2011  | 2011  | 2011       | 2007  | 2007  | 2007       | 2003  | 2003  | 2003       |
| Partido político                         | %     | Votos | Concejales | %     | Votos | Concejales | %     | Votos | Concejales | %     | Votos | Concejales | %     | Votos | Concejales |
| Partido Popular (PP)                     | 74,33 | 139   | 6          | 71,95 | 159   | 6          | 71,89 | 156   | 4          | 41,22 | 101   | 3          | 67,26 | 150   | 5          |
| Partido Socialista Obrero Español (PSOE) | 22,46 | 42    | 1          | 23,53 | 52    | 1          | 25,35 | 55    | 1          | 52,24 | 128   | 4          | 30,04 | 67    | 2          |